# Zdravko Radić
Zdravko Radić (in montenegrino Здравко Радић; Cattaro, 24 giugno 1979) è un pallanuotista montenegrino.
Cresciuto nelle file del Primorac, squadra della sua città natale in cui trascorre la maggior parte della sua carriera e con cui vince la LEN Euroleague 2008-2009, si trasferisce al club croato del Primorje in occasione della stagione 2011-12, per poi passare al Radnički Kragujevac l'anno successivo. Con il club serbo vince la LEN Euro Cup 2012-2013 e disputa la finale di LEN Champions League nel 2014, persa contro il Barceloneta. Nell'estate 2015, all'età di 36 anni, si trasferisce alla Lazio.
A livello di nazionali è campione del mondo con la nazionale serbo-montenegrina e campione d'Europa con quella del Montenegro.

## Palmarès

### Club
- Campionato montenegrino: 2

Primorac: 2006-07, 2007-08
- Coppa del Montenegro: 1

Primorac: 2008-09
- Coppa di Serbia: 1

Radnički: 2014-15
- Eurolega: 1

Primorac: 2008-2009
- Coppe LEN: 1

Radnički: 2012-13
- Supercoppa LEN: 1

Primorac: 2009

### Nazionale
- Mondiali: 1

Montréal 2005
- Europei: 1

Málaga 2008
- World League: 3

2005, 2006, 2009
- Coppa del Mondo: 1

2006